# André Bailly
André Bailly (Verviers, 11 februari 1942 – aldaar, 22 februari 2023) was een Belgisch lid van het Parlement van de Franse Gemeenschap.

## Levensloop
Bailly werd beroepshalve onderwijzer en werd later inspecteur in het onderwijs.
Voor de PS werd hij in 1982 verkozen tot gemeenteraadslid van Pepinster, wat hij bleef tot in 2012. Van 1984 tot 2006 was hij er burgemeester. 
Van 1989 tot 1992 was Bailly voorzitter van de PS-federatie van het arrondissement Verviers. Van 2000 tot 2004 zetelde hij in het Parlement van de Franse Gemeenschap in opvolging van de Duitstalige Edmund Stoffels.